# 舊沃伊托韋
51°11′34″N 23°49′41″E / 51.19278°N 23.82806°E
舊沃伊托韋（烏克蘭語：Старовойтове），是烏克蘭的村落，位於該國西部沃倫州，由科韋利區負責管轄，始建於1968年，面積0.72平方公里，海拔高度187米，2001年人口225，人口密度每平方公里31.42人。